# Faye White
Faye White (ur. 2 lutego 1978 w Crawley w Anglii) – angielska piłkarka grająca na pozycji obrońcy, zawodniczka Arsenal Ladies. Występuje też w reprezentacji Anglii.

## Sukcesy
- UEFA Women’s Cup: 1

2006-07.
- FA Women’s Premier League National Division: 9

1996-97, 2000-01, 2001-02, 2003-04, 2004-05, 2005-06, 2006-07, 2007-08, 2008-09.
- FA Women’s Cup: 8.

1997-98, 1998-99, 2000-01, 2003-04, 2005-06, 2006-07, 2007-08, 2008-09.
- FA Women’s Premier League Cup: 6

1997-98, 1998-99, 1999-00, 2000-01, 2004-05, 2008-09
- FA Women’s Community Shield: 4

1999-00, 2001-02, 2004-05, 2005-06.
- FA Women’s Premier League Player of the Year: 1

1997-98.